# Scary Monsters (and Super Creeps) (album)
Scary Monsters... and Super Creeps, ook gespeld als Scary Monsters (and Super Creeps) is een David Bowie-album uit 1980, dat vooral bekend is geworden door de hit Ashes to Ashes.

## Nummers
- Alle nummers geschreven door Bowie, tenzij anders genoteerd.

1. "It's No Game (No. 1)" – 4:15
2. "Up the Hill Backwards" – 3:13
3. "Scary Monsters (and Super Creeps)" – 5:10
4. "Ashes to Ashes" – 4:23
5. "Fashion" – 4:46
6. "Teenage Wildlife" – 6:51
7. "Scream Like a Baby" – 3:35
8. "Kingdom Come" (Tom Verlaine) – 3:42
9. "Because You're Young" – 4:51
10. "It's No Game (No. 2)" – 4:22

Bonustracks op heruitgave 1992
1. "Space Oddity (Single B-side, re-recorded acoustic version, 1979) – 4:47
2. "Panic in Detroit (Re-recorded version, 1979) – 3:00
3. "Crystal Japan" – 3:08
4. "Alabama Song" (Bertolt Brecht, Kurt Weill) – 3:51